# Esmeraldasmiervogel
De esmeraldasmiervogel (Sipia nigricauda) is een zangvogel uit de familie Thamnophilidae. De vogel werd in 1892 beschreven door de Britse dierkundigen Osbert Salvin en Frederick DuCane Godman. De Nederlandse naam heeft betrekking op de Ecuadoriaanse provincie Esmeraldas.

## Verspreiding en leefgebied
Deze soort komt voor in westelijk Colombia en westelijk Ecuador.